# Lemuzi

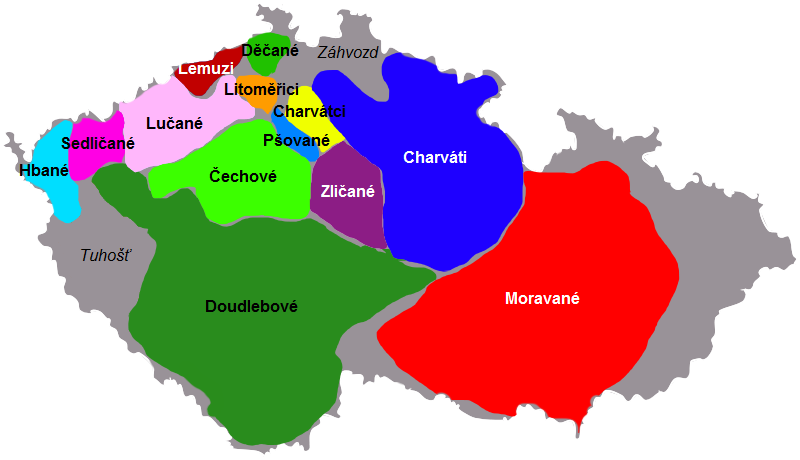
Lemuzi na mapě s ostatními kmeny v hranicích moderní České republiky

Lemuzi (někdy též Lemúzi) byli jedním z bájných českých kmenů sídlících před vznikem přemyslovského knížectví na území Čech. Za jejich území se většinou považuje podhůří Krušných hor poblíž Teplic. Na tomto území rovněž leží ves Stadice, ze které podle Kosmovy Kroniky Čechů pocházel bájný Přemysl Oráč.
Současní historici jsou k existenci těchto kmenů v rámci Čech spíše skeptičtí a přiklánějí se k názoru, že zde již asi od roku 600 existoval jediný kmen Čechů, jemuž vládlo několik urozených rodů, z nichž byl volen společný vládce – kníže. Volbu prováděl sněm svobodných mužů na Sněmovním poli patrně v místech dnešního Hradčanského náměstí. Nově zvolený kníže byl intronizován na obřadní křeslo z balvanů, které stálo ještě ve 12. století na pahorku Žiži (zhruba v místech dnešního Plečnikova obelisku).